# Norris Point
Norris Point är en ort i Kanada.   Den ligger i provinsen Newfoundland och Labrador, i den östra delen av landet, 1 400 km öster om huvudstaden Ottawa. Norris Point ligger 21 meter över havet och antalet invånare är 699.
Terrängen runt Norris Point är kuperad åt sydost, men åt nordväst är den platt. Havet är nära Norris Point åt nordväst. Trakten runt Norris Point är nära nog obefolkad, med mindre än två invånare per kvadratkilometer.. Närmaste större samhälle är Rocky Harbour, 8,4 km norr om Norris Point. 
I omgivningarna runt Norris Point växer i huvudsak blandskog.